# Phil Goyette
Pour les articles homonymes, voir Goyette.
Joseph Georges Philippe Goyette (né le 31 octobre 1933 à Lachine au Québec) est un joueur professionnel québécois de hockey sur glace.

## Carrière de joueur
Il a commencé sa carrière professionnelle dans la Ligue internationale de hockey avec les Mohawks de Cincinnati pendant une année, puis il se joint aux Royals de Montréal. Dès l'année suivante, il s'est joint aux Canadiens de Montréal dans la LNH, mais dès l'année suivante, il retourne avec les Royals, mais seulement pour un an avant de revenir avec le CH où il reste de nombreuses années avant de se joindre aux Rangers de New York, puis aux Blues de Saint-Louis quelques années plus tard. Son séjour avec les Blues fut très court car dès l'année suivante, il se joint aux Sabres de Buffalo pour 2 ans avant de revenir pour une dernière année avec les Rangers avant de prendre sa retraite.

## Carrière d’entraineur
En 1972, il devient le premier entraineur-chef des Islanders de New York dans la Ligue nationale de hockey.

## Hommages
La rue Goyette a été nommée en son honneur, en 1976, dans l'ancienne ville de Beauport, maintenant présente dans la ville de Québec.